# Maioneză

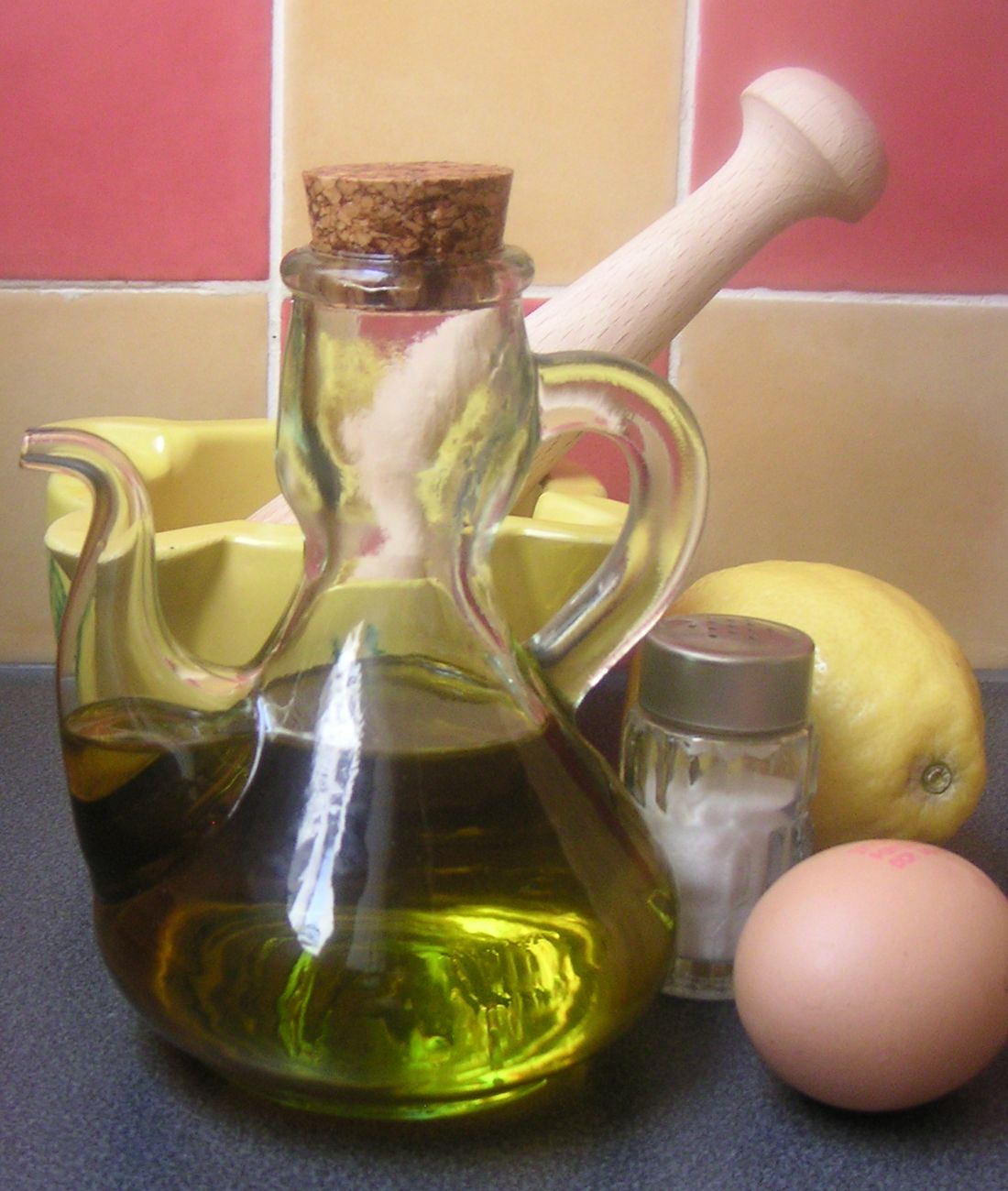
Ingrediente folosite în prepararea maionezei

Maioneza este un preparat culinar, un sos rece, gros, o emulsie de ulei vegetal preparat din gălbenuș de ou, frecat bine cu ulei, puțin muștar și puțină zeamă de lămâie. Se folosește la salate, la pește, la diferite preparate cu aspic, la unele legume etc.